# Red Road
|  | Denne artikel er oprettet af botten PalnaBot ud fra en ekstern database. Den kan derfor have sproglige fejl eller mangler. Denne skabelon kan fjernes efter kontrol af indholdet. |

Red Road er en film instrueret af Andrea Arnold efter manuskript af Andrea Arnold.

## Handling
Jackie arbejder i et overvågningsfirma i den skotske by Glasgow. Hun tager sit arbejde meget alvorligt og lever et stille og kontrolleret liv. Men under facaden gemmer hun på en stor sorg. En dag dukker en mand fra hendes fortid op på en af overvågningsskærmene. Det står hurtigt klart, at hun er nødt til at konfrontere ham og gøre fortidens regnskab op.